# Aristolochia petelotii
Aristolochia petelotii är en piprankeväxtart som beskrevs av Otto Christian Schmidt. Aristolochia petelotii ingår i släktet piprankor, och familjen piprankeväxter. Inga underarter finns listade i Catalogue of Life.